# Liu Yiming (calciatore)
Liu Yiming (刘奕鸣S; Shenyang, 28 febbraio 1995) è un calciatore cinese, difensore del Wuhan San Zhen.

## Caratteristiche tecniche
È un difensore centrale.

## Carriera

### Club
Ha giocato nella prima divisione cinese.

### Nazionale
Con la nazionale cinese ha preso parte alla Coppa d'Asia 2019.

## Statistiche

### Cronologia presenze e reti in nazionale
| Cronologia completa delle presenze e delle reti in nazionale ― Cina | Cronologia completa delle presenze e delle reti in nazionale ― Cina | Cronologia completa delle presenze e delle reti in nazionale ― Cina | Cronologia completa delle presenze e delle reti in nazionale ― Cina | Cronologia completa delle presenze e delle reti in nazionale ― Cina | Cronologia completa delle presenze e delle reti in nazionale ― Cina | Cronologia completa delle presenze e delle reti in nazionale ― Cina | Cronologia completa delle presenze e delle reti in nazionale ― Cina |
| Data                                                                | Città                                                               | In casa                                                             | Risultato                                                           | Ospiti                                                              | Competizione                                                        | Reti                                                                | Note                                                                |
| ------------------------------------------------------------------- | ------------------------------------------------------------------- | ------------------------------------------------------------------- | ------------------------------------------------------------------- | ------------------------------------------------------------------- | ------------------------------------------------------------------- | ------------------------------------------------------------------- | ------------------------------------------------------------------- |
| 07-01-2019                                                          | al-'Ayn                                                             | Cina                                                                | 2 – 1                                                               | Kirghizistan                                                        | Coppa d'Asia 2019 - 1º turno                                        | -                                                                   | 89’                                                                 |
| 16-01-2019                                                          | Abu Dhabi                                                           | Corea del Sud                                                       | 2 – 0                                                               | Cina                                                                | Coppa d'Asia 2019 - 1º turno                                        | -                                                                   |                                                                     |
| 24-01-2019                                                          | Abu Dhabi                                                           | Cina                                                                | 0 – 3                                                               | Iran                                                                | Coppa d'Asia 2019 - Quarti di finale                                | -                                                                   |                                                                     |
| Totale                                                              |                                                                     | Presenze                                                            | 3                                                                   |                                                                     | Reti                                                                | 0                                                                   |                                                                     |

## Palmarès

### Club

#### Competizioni nazionali
- Campionato cinese: 1

Wuhan Three Towers: 2022
- China League One: 1

Wuhan Three Towers: 2021